# Crudia aromatica
Crudia aromatica là một loài thực vật có hoa trong họ Đậu. Loài này được (Aubl.) Willd. miêu tả khoa học đầu tiên.